# Tepic
Tepic is de hoofdstad van de Mexicaanse deelstaat Nayarit.
De stad ligt op 715 meter boven zeeniveau op de oevers van de Río Mololoa. Tepic heeft 274.100 inwoners (2004) en is gesticht in 1542. Tepic is een bisschopszetel en bezit een universiteit. In Tepic worden sigaren, suikerriet en linnen geproduceerd.
Tepic werd gesticht door Nuño Beltrán de Guzmán.

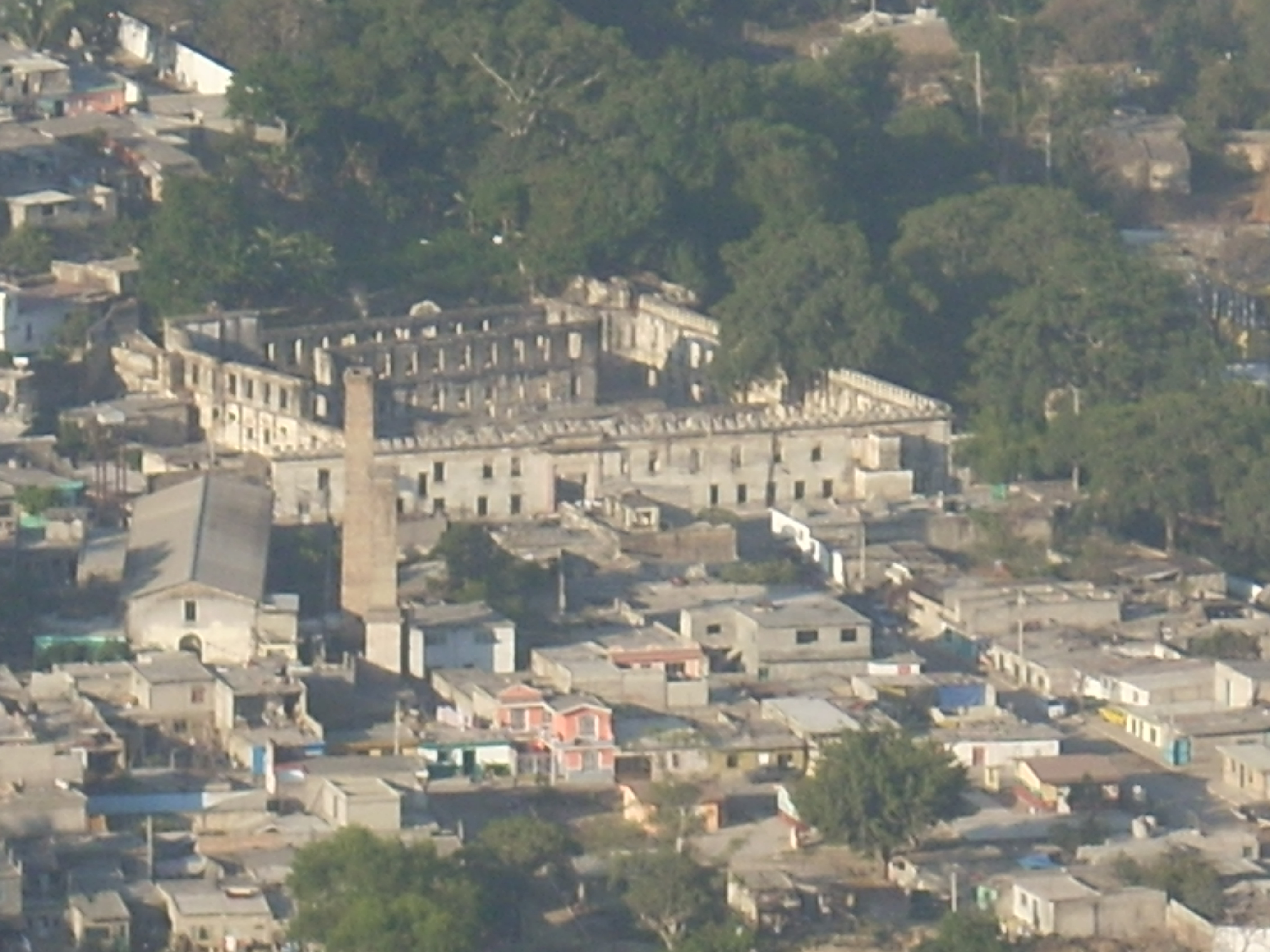
Tepic
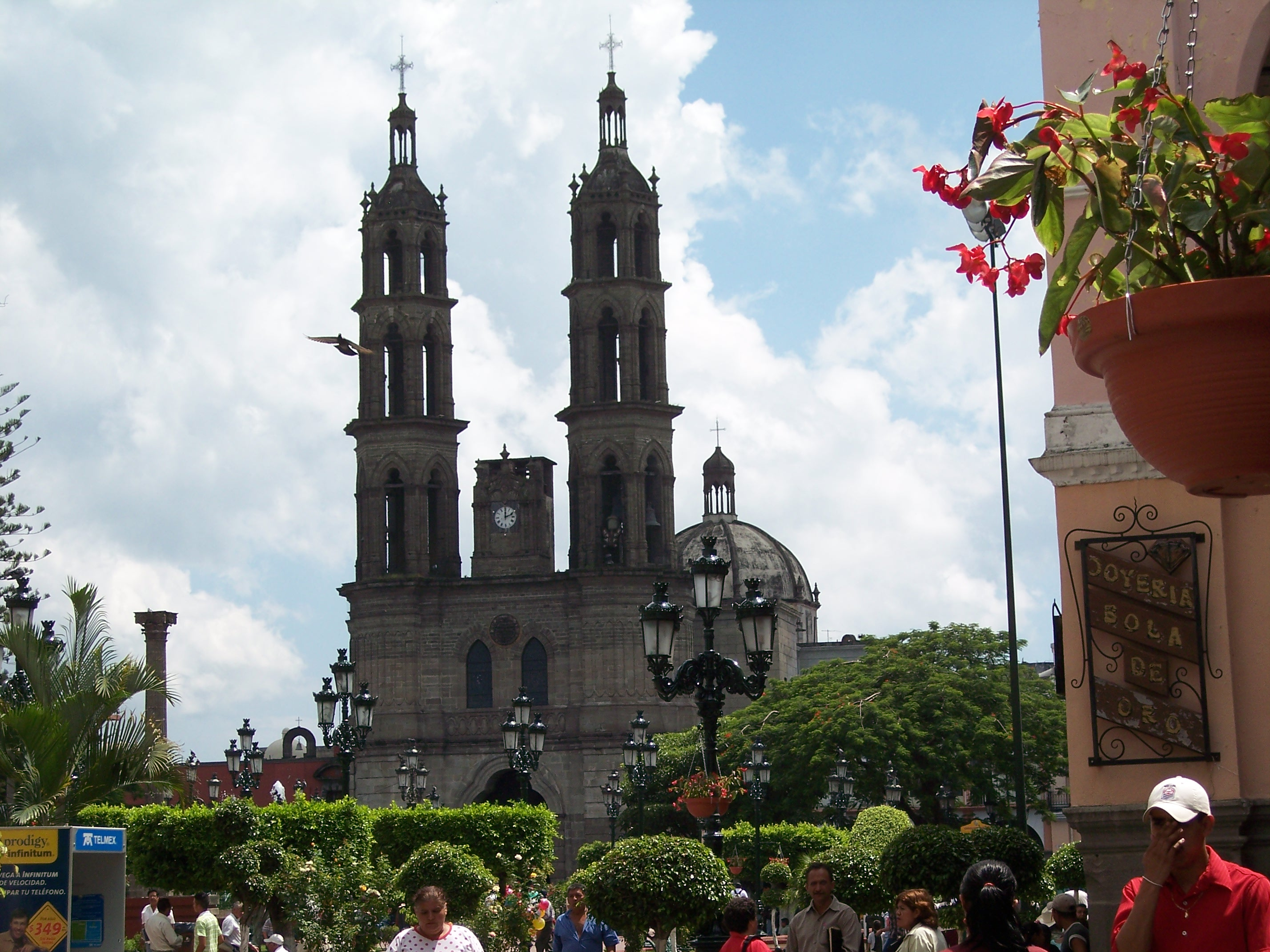
Kathedraal van Tepic
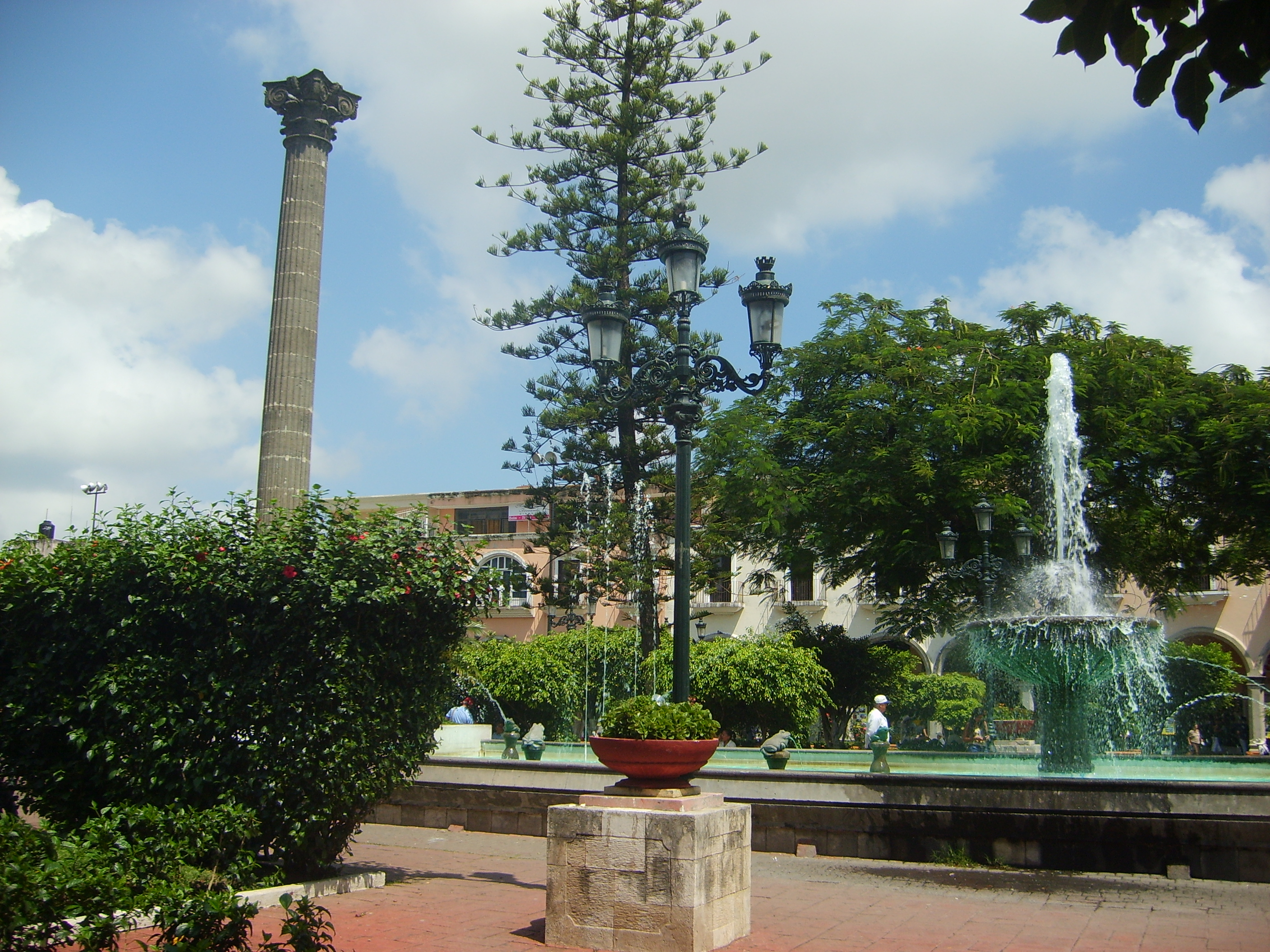
Centrum van Tepic

## Geboren
- Joaquín Cosío (1962), acteur
- Miguel Zepeda (1976), voetballer